# Ongkor solon
L'ongkor solon ou jungarien est un dialecte évenki ou une langue toungouse parlée dans la préfecture d'Ili, au Xinjiang, en Chine. Selon ELP, la langue est en danger critique d'extinction. Les Ongkor solons sont moins de 20, et parlent d'autres langues, telles que le daur, le kazakh, le ouïghour, ou le mandarin. Depuis 1990, cette langue ne compte plus qu'un locuteur natif, avec le décès d'un autre locuteur natif à 79 ans. Le dernier locuteur de l'ongkor solon est une personne âgée. La langue est surtout utilisée dans les domaines privés. En plus de celui-ci, d'autres personnes ont une connaissance de l'idiome
.

## Classification
L'ongkor solon est une langue ou un dialecte dérivé du solon, qui est une langue ou un dialecte de l'évenki mandchourien (un groupe de dialectes de l'évenki). Ce dernier est une langue du groupe événique des langues toungouses,.